# Pietro Vidoni (1759–1830)
Pietro Vidoni (Cremona, 2 de setembro de 1759 – Roma, 10 de agosto de 1830) foi um cardeal da Igreja Romana.

## Vida
Vidoni começou sua educação em 1766 no Collegio San Carlo em Modena e, em 1771, mudou-se para o Collegio Nazareno em Roma. Depois de frequentar a academia diplomática papal em 1778 e estudar teologia e direito lá, tornou-se camareiro do Papa Pio VI, que o nomeou em 19 de julho de 1781 como escriturário na Assinatura Apostólica e o nomeou prelado da casa papal. Protonotário apostólico desde 1784, foi vice-legado em Ferrara de 1785 a 1790 e desde 1790 relator da Sacra Consulta. A partir de 1800 como delegado apostólicopara Ancona, também se tornou delegado de Urbino e Pesaro em 1806. Ele perdeu os dois cargos quando os Estados papais foram tomados pelas tropas francesas em 1808, após o que retornou a Roma em 1809. Em 1809 foi para Cremiona, onde ficou até 1814, quando voltou a Roma com o Papa Pio VII.
Criado cardeal em 8 de março de 1816, em 29 de abril de 1816 o papa o nomeou cardeal diácono de San Nicola in Carcere. Depois de participar dos conclaves de 1823 e 1829, morreu em agosto de 1830 após dez dias de febre, tendo sido sepultado em 14 de agosto de 1830 na igreja de Sant'Andrea della Valle .